# Maikel van der Werff
Maikel van der Werff (Horn, 22 de abril de 1989) es un futbolista neerlandés que juega para el PEC Zwolle de la Eredivisie.

## Trayectoria
Llegó al Vitesse en el verano de 2015, desde el PEC Zwolle, en el que jugó dos temporadas y media. Uno de sus mayores premios que ganó, fue el 20 de abril de 2014, cuando ganó la copa con PEC Zwolle. En la final, ganando por 5-1 al Ajax. También, ganó con el Vitesse en 2017 la final de copa por 2-0 al AZ. Por este resultado, el club ganó por primera vez en su 125 aniversario de la copa KNVB.

## Clubes
| Club             | País           | Año       |
| ---------------- | -------------- | --------- |
| F. C. Volendam   | Países Bajos   | 2008-2013 |
| PEC Zwolle       | Países Bajos   | 2013-2015 |
| S. B. V. Vitesse | Países Bajos   | 2015-2019 |
| F. C. Cincinnati | Estados Unidos | 2019-2021 |
| PEC Zwolle       | Países Bajos   | 2022-     |

## Palmarés

### Títulos nacionales
| Título                        | Club             | País         | Año     |
| ----------------------------- | ---------------- | ------------ | ------- |
| Copa de los Países Bajos      | PEC Zwolle       | Países Bajos | 2013-14 |
| Supercopa de los Países Bajos | PEC Zwolle       | Países Bajos | 2014    |
| Copa de los Países Bajos      | S. B. V. Vitesse | Países Bajos | 2016-17 |